# ازادماهی شمالگان
ازادماهی شمالگان (نام علمی: Stenodus nelma) نام یک گونه از سرده باریک‌دندان‌ها است.